# Ján Pardavý
Ján Pardavý (* 8. September 1971 in Trenčín, Tschechoslowakei) ist ein ehemaliger slowakischer Eishockeyspieler und heutiger -trainer, der über viele Jahre beim HC Dukla Trenčín in der slowakischen Extraliga aktiv war. Darüber hinaus spielte er unter anderem für den HC Slovnaft Vsetín, Djurgårdens IF, HPK Hämeenlinna, HC Znojemští Orli, MODO Hockey und zuletzt für Étoile Noire de Strasbourg. Sein Sohn Ján Pardavý junior ist ebenfalls ein professioneller Eishockeyspieler. 

## Karriere
Ján Pardavý begann seine Karriere als Eishockeyspieler in seiner Heimatstadt beim HC Dukla Trenčín, für dessen Profimannschaft er von 1990 bis 1993 in der tschechoslowakischen 1. Liga aktiv war. Mit seiner Mannschaft gewann der Flügelspieler in der Saison 1991/92 den tschechoslowakischen Meistertitel. Nach Teilung der Tschechoslowakei gewann er mit Dukla in der Saison 1993/94 während der Premierenspielzeit der slowakischen Extraliga auf Anhieb auch den slowakischen Meistertitel. Diesen Erfolg konnte er mit seiner Mannschaft in der Saison 1996/97 wiederholen. Mit 42 Treffern war er zudem bester Torschütze der Liga. Zur Saison 1999/2000 wechselte er zum HC Slovnaft Vsetín aus der tschechischen Extraliga, mit dem er in der folgenden Spielzeit den tschechischen Meistertitel gewann. Er selbst hatte mit zehn Treffern als ligaweit bester Torschütze in den Extraliga-Playoffs großen Anteil an diesem Erfolg. 
Von 2001 bis 2003 spielte Pardavý in Nordeuropa, wo er jeweils ein Jahr lang für Djurgårdens IF aus der schwedischen Elitserien, sowie für HPK Hämeenlinna aus der finnischen SM-liiga aktiv war. Zur Saison 2003/04 schloss sich der langjährige slowakische Nationalspieler dem HC Znojemští Orli aus der tschechischen Extraliga an. Bereits zu Beginn der folgenden Spielzeit kehrte er jedoch zu seinem Heimatverein HC Dukla Trenčín aus der slowakischen Extraliga zurück. In der Saison 2005/06 erzielte der Rechtsschütze für MODO Hockey aus der Elitserien in insgesamt 52 Spielen 25 Scorerpunkte, davon neun Tore. Von 2006 bis 2008 stand er erneut beim HC Dukla Trenčín unter Vertrag, kam in der Saison 2006/07 jedoch auch zu einem Tor in vier Spielen für Lokomotive Jaroslawl aus der russischen Superliga. Von 2008 bis 2010 stand er für den HC 05 Banská Bystrica in der slowakischen Extraliga auf dem Eis und wurde in der Saison 2009/10 in das All-Star Team der Extraliga gewählt. Anschließend kehrte der Routinier zu seinem Heimatverein HC Dukla Trenčín zurück, bei dem er bis 2013 als Mannschaftskapitän auflief.
Nach drei Jahren bei den Étoile Noire de Strasbourg in der französischen Ligue Magnus beendete er 2016 seine Karriere. Anschließend wurde er Trainer beim MHK Dubnica und 2017 Assistenztrainer bei seinem Heimatverein Dukla Trenčín.

### International
Für die Slowakei nahm Pardavý an den Weltmeisterschaften 1997, 1998, 1999, 2000 und 2001 teil. Zudem stand er im Aufgebot seines Landes bei den Olympischen Winterspielen 1998 in Nagano und 2002 in Salt Lake City. Bei der WM 2000 gewann er mit seiner Mannschaft die Silbermedaille.

## Erfolge und Auszeichnungen
- 1992 Tschechoslowakischer Meister mit dem HC Dukla Trenčín
- 1994 Slowakischer Meister mit dem HC Dukla Trenčín
- 1997 Slowakischer Meister mit dem HC Dukla Trenčín
- 1997 Bester Torschütze der slowakischen Extraliga
- 2001 Tschechischer Meister mit dem HC Slovnaft Vsetín
- 2001 Bester Playoff-Torschütze der tschechischen Extraliga
- 2010 All-Star Team der slowakischen Extraliga

### International
- 2000 Silbermedaille bei der Weltmeisterschaft